# Bartolomeo Pascali
Bartolomeo Pascali (più raramente Bartolomeo Pascalis) (Dronero, XV secolo – Saluzzo, XVI secolo) è stato un letterato italiano, rettore delle scuole di Saluzzo dal 1464 al 1483, esponente dell'Umanesimo piemontese.

## Biografia
Nativo di Dronero, si hanno poche notizie biografiche su Bartolomeo Pascali. Si formò, probabilmente, all'Università di Pavia, dove ebbe la possibilità di assistere alle lezioni di Lorenzo Valla e Antonio Beccadelli. Considerato un nome importante tra i magistri scholarum, fu rettore delle scuole di Saluzzo dal 1464 al 1483. Prima di Saluzzo insegnò a Ivrea.
Come afferma lo studioso Vitale, l'ambiente marchionale saluzzese, riunito intorno a Ludovico II di Saluzzo, aveva visto «nel corso del Quattrocento una attività umanistica di notevole prestigio, con esponenti quali Antonio Astesano, Bartolomeo Pascali e Facino Tiberga, che avevano saputo dare un contributo onesto e chiaro alla causa degli studia humanitatis ». All'Astesano, al Pascali e allo stesso Tiberga, possono essere aggiunti anche Giovanni Gauteri, Urbano Aicardi, Luigi Laurenti e Gian Ludovico Vivaldi.
Bartolomeo Pascali, «autore di lodate opere grammaticali», riuscì a imporsi all'attenzione della comunità letteraria con l'opera Ex-tractum grammatice, con il chiaro obiettivo di far nascere un confronto fra l'autore e i grammatici suoi contemporanei. Il Pascali fu inoltre precettore dei figli di Ludovico II di Saluzzo.